# Lamalla.cat
'lamalla.cat' es el diario digital de la Xarxa Audiovisual Local. 

## Los inicios
El 13 de junio de 1999, coincidiendo con un día de elecciones municipales y europeas, fue el del estreno oficial en la red de La Malla, una de las primeras webs informativas en catalán y el primer diario digital que nació en Cataluña con concepción de servicio público. 
Así es como la Diputación de Barcelona decidió poner en marcha LaMalla, uno de los primeros espacios de servicio y de información digitales en catalán. Con creación de LaMalla internet se incorpora al conjunto de servicios de apoyo a la comunicación local que ya contaba con el Circuit de Televisions Locals (creado el 22 de febrero de 1999 y que posteriormente dio lugar a la Red de Televisiones Locales, XTVL) y COMRàdio (en funcionamiento desde 1994). 
La fecha oficial de inicio del proyecto fue el 13 de junio de 1999, aunque desde meses atrás se venía trabajando en la puesta en línea del nuevo sitio de Internet. El impulso inicial de rss se debe a Anna Maria Miró, Comisionada para la Sociedad del Conocimiento de la Diputación de Barcelona y al periodista Antonio Esteve, presidente del grupo Lavinia. 
El primer director de rss (entonces www.lamalla.net) fue el periodista Joan Francesc Cànovas, actualmente profesor de la Universidad Pompeu Fabra. Cánovas se encargó del proyecto durante los primeros meses hasta que el mes octubre de 1999 asumió la dirección Quim Cardona, actualmente director de Lavinia Interactiva. 
El estreno recogió la información sobre el desarrollo de la jornada electoral y los resultados de las elecciones locales pero, además de la información, el nuevo portal ofrecía otras herramientas. En la fase inicial, LaMalla se concebía como una edición diaria, renovada cada día a primera hora de la mañana. No se había impuesto todavía el concepto de servicio de información continua que se aplica hoy a los medios digitales.

## El P.I.C. y el correo gratuito, herramientas de la etapa inicial
En sus inicios rss abrió una ventana de comunicación a municipios y entidades de ámbito local, el Punto de Información Compartida (PIC). El sistema permitía que los usuarios registrados (ayuntamientos, entidades públicas o privadas de carácter social) pudieran aportar contenidos al portal y difundir información útil a los internautas, especialmente en clave de proximidad. El P.I.C. fue, en aquellos primeros tiempos de LaMalla, una plataforma útil especialmente para ayuntamientos medianos y pequeños que aún no habían desarrollado suficientemente sus portales de Internet o que ni siquiera los habían puesto en marcha en esos momentos. 
También era la etapa de expansión del correo electrónico como herramienta de comunicación interpersonal y LaMalla incorporó, desde el principio, una plataforma de correo gratuito que contribuyó a la extensión del uso de la red por toda Cataluña, especialmente en la provincia de Barcelona. Muchos municipios aprovecharon directamente la plataforma de correo de LaMalla para ofrecer correo electrónico gratuito a sus ciudadanos. Con los años, el uso del correo se ha universalizado y los usuarios disponen ahora de muchas opciones gratuitas para disfrutar de este servicio. en consecuencia, lamalla.cat ha dejado de ofrecer direcciones de correo gratuito porque este es un servicio que todos los internautas ya tienen fácilmente a su alcance. 

## 2000-2002: Canales temáticos y participación
En noviembre del año 2000 la dirección de LaMalla es asumida por la periodista Sílvia Llombart, integrante del Grupo de Periodistas Digitales, que el año 1998 había participado en el comité organizador de un congreso sobre publicación electrónica celebrado en Barcelona. 
En esta etapa LaMalla diversifica los contenidos de información en nuevos canales temáticos y refuerza especialmente la cobertura de todo lo que tiene que ver con Internet y las nuevas tecnologías. De hecho, son años en los que hay muchas cosas que explicar respecto a los avances rápidos que experimentaba la digitalización social. 
También en este periodo se intensifica la producción de noticias durante el día y se modifica la concepción inicial de un diario digital que en sus comienzos sólo se renovaba a primera hora de la mañana. 
LaMalla fue, en este tiempo, uno de los primeros medios en abrir nuevas vías para la participación de los usuarios como los comentarios en las noticias. Se pusieron en marcha en marcha secciones destinadas a recibir contenidos hechos por los internautas como 'El mundo en fotos "o" Cajón de Letras'. 

## 2003-2006: Sinergia con elXTVLy renovación tecnológica
En septiembre de 2002, la redacción de LaMalla y de la Xarxa de Televisions Locals comparten espacio por primera vez en la sede de la calle Almogàvers. De esta manera se facilita la coordinación entre las dos redacciones y la integración multimedia de contenidos informativos audiovisuales producidos o distribuidos por la XTVL. 
La coincidencia física de las dos redacciones fue el primer paso de un proceso de reorganización que comportó, en el año 2004, la creación de la Xarxa Audiovisual Local (XAL) empresa pública de la Diputación de Barcelona destinada a fomentar e impulsar iniciativas en el ámbito de la comunicación local. Desde el primer momento de su creación, la XAL asumió la gestión de la XTVL y, al cabo de unos meses, integró también el diario digital. LaMalla se convierte, pues, en la principal plataforma en Internet dentro del conjunto de actividades de la XAL. 
En el año 2005, ya con el diario digital plenamente integrado en la estructura técnica y formal de la XAL, la directora de LaMalla, Sílvia Llombart, encarga un proyecto de renovación tecnológica de la plataforma web y el desarrollo de un nuevo gestor de contenidos. La adjudicación recae sobre la empresa de tecnologías gnuine. La nueva plataforma se estrena en el verano de 2006. 
Desde la primavera del mismo año, la XAL con todos sus servicios (laMalla y la Xarxa de Televisions Locals) ocupan su nueva sede en el Pavelló Ponent del recinto Maternidat, en Barcelona. Esta nueva ubicación significa la mejora de los equipos técnicos, tanto para la producción de contenidos audiovisuales de la XTVL como para la elaboración del diario digital.

## 2007 - Más multimedia y más información local
En septiembre de 2006 asume la dirección de laMalla el periodista Dídac Boza, con experiencia profesional en diversos medios de radio, televisión, internet y en proyectos de comunicación local. La nueva etapa que pone en marcha el diario digital tiene como primer objetivo el refuerzo de la información local y de proximidad y una renovación gráfica del sitio web para facilitar la integración de contenidos en formato vídeo y audio. Se busca, además, el relanzamiento del diario digital dentro del panorama comunicativo catalán. 
En el año 2007 laMalla experimenta ya unos primeros cambios gráficos de acuerdo con estos objetivos. Al mismo tiempo, se reestructura la oferta temática priorizando la información de carácter territorial. El diario digital se dota de las primeras corresponsalías (Barcelonés Norte y Hospitalet de Llobregat -Bajo Llobregat) y establece acuerdos de colaboración con otros medios y redes digitales de ámbito local (Tinet. cat, Capgros.com). 
Durante la primavera de 2007, el esfuerzo más intenso de la redacción con el apoyo de corresponsales y emisoras de radio municipales vinculadas a COMRàdio, se concentra en la información que generan las elecciones locales del mes de mayo. Rss pone en línea un especial información detallada de las 85 ciudades y pueblos (todas las capitales de comarca y las poblaciones más importantes de Cataluña en número de habitantes) 
En septiembre, rss multiplica por siete su oferta de noticias de proximidad. Bajo el nombre genérico de Infolocal, se crean siete canales específicos para las diferentes zonas del territorio catalán (Barcelona, Cataluña central, Campo de Tarragona, Tierras del Ebro, Gerona, Lérida y Alto Pirineo-Arán).

## 2008: Refundación y nacimiento de lamalla.cat
Desde comienzos de enero de 2008, la actividad de la redacción de laMalla se amplía para asegurar un sistema de información continua capaz de servir noticias en línea durante todas las horas del día, los siete días de la semana. 
En el primer trimestre del año, la dirección del diario digital encarga la definición gráfica de una nueva imagen corporativa que incluye la adopción del dominio . Cat como url principal y como marca del diario digital. De las tres opciones estudiadas, la XAL opta por la propuesta gráfica de la empresa valenciana CuldeSac. Paralelamente, los servicios de programación y diseño contratados por la XAL trabajan en la redefinición gráfica de todo el sitio web, integrando la nueva marca. 
El día 11 de septiembre de 2008 laMalla.net se convierte en lamalla.cat y el nuevo diario se hace más multimedia, incrementando en más de un 200% la presencia de contenidos en vídeo generados por el Servicio de Noticias XN de Xarxa de Televisions Locals. 
Desde el mes de octubre, la oferta de canales dedicados a la información local pasa de siete a nueve. El canal Infolocal Barcelona se segrega en dos opciones diferenciadas: una dedicada a la ciudad de Barcelona y su área metropolitana, y otra destinada a la información de las comarcas del Vallés Occidental, Vallés Oriental, Maresme, Garraf y Alto Panadés. También se crea un canal propio para el territorio del valle de Arán, con noticias publicadas en aranés, en virtud de un acuerdo suscrito por el presidente de la XAL y la Diputación de Barcelona, Antoni Fogué, con el Síndic d'Aran, Francesc Boya. 
El peso de la información local vuelve a crecer desde 2008. Se pasa del 17% (media del último cuatrimestre de 2007) al 25% (media de todo el año 2008). En último cuatrimestre de 2008, los aumentos son más significativos, a consecuencia de la diversificación de canales de información territorial. 
En el ámbito organizativo, desde 2008, lamalla.cat es el núcleo del departamento que integra todos los servicios interactivos de la XAL y que se responsabiliza de toda la actividad de la entidad a Internet.

## 2009: Red de Corresponsales e impulso interactivo
A principios del año 2009 lamalla.cat hace otro salto adelante en el ámbito de la información de proximidad y añade siete nuevas corresponalies a las dos ya existentes en las zonas del Barcelonés Norte y Hospitalet de Llobregat-Bajo Llobregat. Estas nuevas corresponsalías, servidas expresamente para lamalla.cat por la agencia Pauta Media, se ubican en las ciudades de Sabadell, Granollers, Manresa, Igualada, Tarragona, Gerona y Lérida. 
lamalla.cat se convierte en uno de los diarios digitales con más contenido audiovisual y crea rss> tv, una nueva línea de navegación donde el vídeo tiene el protagonismo principal y la información en texto se sirve al usuario de forma complementaria. rss> tv se nutre esencialmente de la agencia XN y también de algunos vídeos producidos directamente por la redacción de lamalla.cat o por sus colaboradores, como es el caso de 'Castellers'. 
Actualmente lamalla.cat trabaja en renovar profundamente su vertiente interactiva y antes de acabar el año ofrecerá a los internautas catalanes nuevas posibilidades de participación vinculadas con las redes sociales. En este sentido, lamalla.cat prepara el proyecto fesmalla que estará en pleno funcionamiento en el año 2010 como una red social catalana, planteada como red de proximidad. 

## Premios
- Premio Yahoo! en catalán 2002 en laMalla.net al mejor sitio dedicado a Internet y ordenadores.
- Premio Yahoo! en Catalán 2003 en el especial Santjoan.org
- Premio Netmedia 2003 a laMalla.net por el mejor Servicio Periodístico Europeo.
- Premio Netmedia 2003 la especial Rutas por Catalunya por el mejor Reportaje de Viajes.
- Premio 'Lliri' 2007 de la Asociación de Mujeres Periodistas de Cataluña.
- Premio del Consejo Nacional de la Juventud 2008.